# イーグル級哨戒艇
イーグル級哨戒艇（Eagle class patrol craft）は、アメリカ海軍が使用した哨戒艇。1917年に駆逐艦より小型で、木製の駆潜艇よりも行動半径の大きな鋼船として、既存の駆潜艇の航続距離の短さ（速力10ノット (19 km/h; 12 mph) で約900マイル (1,400 km) ）と燃費の改善を目的に開発された。
当初、「USS Eagle Boat No.XX」と言う呼称であったが、1920年に「PE-XX」という形式に改められている。第一次世界大戦における戦闘には参加しなかったが、ロシア内戦への介入戦争に使用されたものもあった。大半の艇は戦間期に退役したが、PE-19・27・32・38・48・55・56・57は第二次世界大戦当時も現役で使用された。
建造に当たっては、既存の造船所の多くが駆逐艦や大型の軍艦、大型商船建造に注力していたため、経験の浅い造船所でも迅速な建造を可能にすべく、設計の徹底した簡素化が行われた。

## 計画
1917年6月、大統領ウッドロウ・ウィルソンは、ヘンリー・フォードをワシントンD.C.に招聘し、海事委員会への参加を要請した。ウィルソンは、フォード社が持つ大量生産技術で船の建造を大幅にスピードアップできると考えていた。Uボートの脅威に対抗するための対潜水艦用艦艇の必要性を知らされたフォードは、「必要なのは同型の艦艇を大量生産することだ」と答えた。
11月7日、フォードは海事委員に就任。海軍で計画されていた鋼製哨戒艇の計画を検討したフォードは、同一の設計にすることで艇を迅速に大量生産すること、また、レシプロ蒸気エンジンに代わり蒸気タービンを採用するよう要求した。しかし、フォードはこの2点以外は専門外の船体設計についてほとんど関与しなかった。
海軍長官ジョセファス・ダニエルズは、海軍の造船所には新しい船を建造するための空きがないため、フォード社に建造を引き受けられるかどうか尋ねた。フォードは同意し、1918年1月に100隻の建造を進めるように指示された。その後、イタリア海軍に供給するためにさらに12隻が追加された。
フォードは当時を、「単に私たちの生産原理を応用することで簡単に建造できると考えていた」と回想している。

## 建造
フォードの立てた建造計画はデトロイト郊外のルージュ川河畔に新たに造船所を設立し、大量生産技術と多くの労働力を用いて艇を工業製品として生産し、完成した艇は五大湖とセントローレンス川を経由して大西洋岸の軍港へ送るという革新的なものだった。
まず、フォード社のエンジニアが同社のハイランドパーク工場で実物大の模型を製作し、それを基にフォード社と海軍双方の技術者によって、初期設計段階での欠陥修正とリベットの配置が決定された。次にフォード社の生産部門によって建造工程の仕様が作成された 。
船体の組立工場は5ヶ月で完成し、1918年5月に一番艇が起工した。内蔵される機械と付属品は主にハイランドパーク工場で製作されたが、装甲板やその他の部品の多くはリバールージュ造船所のA棟で製造された。当初、フォードは船も自動車のように連続した組立ラインで製造できると思い込んでいた。しかし、船の大きさからこれは難しく、 1,700フィート (520 m) のライン上に7つの組立エリアを設け、されに組立工場（B棟）に200フィート (61 m) の延長部分を設け、組立前の段階をサポートする方式を採用した。イーグル級の建造工程は、フォード社の造船に関する経験不足のため様々な問題を抱えていた。たとえば、T型フォードでは使用されないアーク溶接で作られた船体の仕上がりが非常に悪く、海軍の監督官がフォード社の労働者に水密および油密隔壁では溶接を使用しないように要請したほどだった。また、組立足場を組まず梯子を使用したことで、十分な力でボルトを締められず装甲版をしっかり固定することが出来ず、装甲板と船体の間に金属片が残ってしまい、リベッターで板を引っ張って船体に密着させる作業ができなくなってしまった。
イーグル級一番艇は7月11日に進水した。組立ラインと進水設備がつながっていなかったため、完成した200フィート (61 m) の船体はトラクターでゆっくりと牽引されて組立ラインから水際にある進水設備へと移動した。設備は高さ225フィート (69 m) の鋼鉄製で、船を乗せると自重で20フィート (6.1 m) 沈むように設計されていた。進水後、動力や武装・配線などの艤装が施される予定だったが、船体内のスペースが狭いため、すぐに頓挫した。
イーグル級の建造計画はフォードの掲げた大量生産の理念に反する結果となった。1918年3月1日にフォードと海軍の間で締結された契約では、「7月中旬までに1隻、8月中旬までに10隻、9月中旬までに20隻、それ以降は毎月25隻」と毎日1隻の船が完成する計算で12月1日までに合計100隻の船の引き渡しを予定していた。しかし最初の7隻は、1918年末まで完成せず、後続の船は、燃料区画からの油漏れなどの問題に悩まされていた。労働力を7月までに4,380人、その後8,000人に増員したにもかかわらず、この状況は続いた。主な原因は、初期段階におけるフォードの過度の楽観主義と現場の労働者と管理職の経験不足だった。 1918年11月11日の休戦協定の調印により、一度は100隻から112隻に引き上げられていた契約数は11月30日60に削減された。7隻が1918年に就役し、残りの53隻は1919年に就役した。
1918年12月、上院議員ヘンリー・カボット・ロッジがイーグル級建造計画の問題を指摘した。それを受けて開かれた公聴会で、海軍当局者は計画を必要な実験であるとし、フォード社の得た利益も僅かなものであると擁護した。しかし、歴史家のデビッド・ハウンシェルは、「イーグル級建造計画は、戦時中であったことを考慮しても現在の基準では成功したとは見なされない」と述べており、今日では科学技術史において、表面的に似ていても根本的に異なる分野間において知識と技術を相互移転することの難しさを示す事例となっている。

## 軍歴
「イーグル・ボート」という呼称はワシントン・ポスト紙の戦時中の社説の一文「...海を捜索し、すべてのドイツの潜水艦を襲い、破壊する鷲」 に由来する。しかし、イーグル級は第一次世界大戦で実戦に参加したことはない。
イーグル級の船体は海上での安定性に問題を抱えていた。フォードの主張によると、圧延鋼板の代わりにフランジ鋼板を導入したことで生産が容易になったが、その耐航性は彼の理想からはほど遠かったという。
第一次大戦後の最初の数年間、イーグル級はより大型の艦が就役するまでの間、1920年にミッドウェー島で、そして1921年にハワイ諸島で水上機母艇として使用された。またマックス・ミラーの1932年の著書『I Cover The Waterfront』によると、哨戒艇「イーグル34」は、バガデュース級タグボート「コカ」と交代でメキシコのグアダルーペ島にてサンディエゴ動物園で展示するゾウアザラシを捕獲する任務についていた。
多くのイーグル級は1919年に沿岸警備隊に移管され、残りは1930年代と1940年代初頭に売却された。
第二次世界大戦勃発時点で8隻のイーグル級が現役で使用されていた。1隻は練習船としてマイアミに駐屯していたが 、「イーグル56」は1945年4月、メイン州ポートランド近海でドイツの潜水艦に撃沈された。戦後、残った7隻も退役・除籍された。

## 同型艦
| 呼称                                                                     | 起工           | 進水           | 就役           | 最後                                                                           |
| ------------------------------------------------------------------------ | -------------- | -------------- | -------------- | ------------------------------------------------------------------------------ |
| PE-1                                                                     | 1918年5月7日   | 1918年7月11日  | 1918年10月27日 | 1930年6月11日、売却                                                            |
| PE-2                                                                     | 1918年5月10日  | 1918年8月19日  | 1918年11月11日 | 同上                                                                           |
| PE-3                                                                     | 1918年5月16日  | 1918年9月11日  | 同上           | 同上                                                                           |
| PE-4                                                                     | 1918年5月21日  | 1918年9月15日  | 1918年11月14日 | 同上                                                                           |
| PE-5                                                                     | 1918年5月28日  | 1918年9月28日  | 1918年11月19日 | 同上                                                                           |
| PE-6                                                                     | 1918年6月3日   | 1918年10月16日 | 1918年11月21日 | 1934年11月30日、訓練用標的として海没処分                                       |
| PE-7                                                                     | 1918年6月8日   | 1918年10月5日  | 1918年11月24日 | 同上                                                                           |
| PE-8                                                                     | 1918年6月10日  | 1918年11月11日 | 1919年10月31日 | 1931年4月1日、売却                                                             |
| PE-9                                                                     | 1918年6月17日  | 1918年11月8日  | 1919年10月27日 | 1930年5月26日、売却                                                            |
| PE-10                                                                    | 1918年7月6日   | 1918年11月9日  | 1918年10月31日 | 1937年8月19日、解体                                                            |
| PE-11                                                                    | 1918年7月23日  | 1918年11月14日 | 1919年5月29日  | 1935年1月16日、売却                                                            |
| PE-12                                                                    | 1918年7月13日  | 1918年11月12日 | 1919年11月6日  | 1935年12月30日、売却                                                           |
| PE-13                                                                    | 1918年7月15日  | 1919年1月9日   | 1919年4月2日   | 1930年5月26日、売却                                                            |
| PE-14                                                                    | 1918年7月20日  | 1919年1月23日  | 1919年7月17日  | 1934年11月22日、訓練標的として海没                                             |
| PE-15                                                                    | 1918年7月21日  | 1919年1月25日  | 1919年6月19日  | 1934年6月14日、売却                                                            |
| PE-16                                                                    | 1918年7月22日  | 1919年1月11日  | 1919年6月5日   | 1919年12月19日、沿岸警備隊に移管                                               |
| PE-17                                                                    | 1918年8月3日   | 1919年2月1日   | 1919年7月3日   | 1922年5月22日、ニューヨーク州ロングアイランド沖で大破                          |
| PE-18                                                                    | 1918年8月5日   | 1919年2月10日  | 1919年8月7日   | 1030年6月11日、売却                                                            |
| PE-19                                                                    | 1918年8月6日   | 1919年1月30日  | 1919年6月25日  | 1946年8月6日、解体                                                             |
| PE-20                                                                    | 1918年8月26日  | 1919年2月15日  | 1919年7月28日  | 1919年11月26日、沿岸警備隊へ移管                                               |
| PE-21                                                                    | 1918年8月31日  | 1919年2月15日  | 1919年7月31日  | 1919年12月19日、沿岸警備隊へ移管                                               |
| PE-22                                                                    | 1918年9月5日   | 1919年2月10日  | 1919年7月17日  | 同上                                                                           |
| PE-23                                                                    | 1918年9月11日  | 1919年2月20日  | 1919年6月19日  | 1930年6月11日、売却                                                            |
| PE-24                                                                    | 1918年9月13日  | 1919年2月24日  | 1919年7月12日  | 同上                                                                           |
| PE-25                                                                    | 1918年9月17日  | 1919年2月19日  | 1919年6月30日  | 1920年6月11日、デラウェア湾で転覆                                              |
| PE-26                                                                    | 1918年9月25日  | 1919年3月1日   | 1919年10月1日  | 1938年8月29日、売却                                                            |
| PE-27                                                                    | 1918年10月22日 | 同上           | 1919年7月14日  | 1946年6月4日、解体                                                             |
| PE-28                                                                    | 1918年10月23日 | 同上           | 1919年7月28日  | 1930年6月11日、売却                                                            |
| PE-29                                                                    | 1918年11月18日 | 1919年3月8日   | 1919年8月20日  | 同上                                                                           |
| PE-30                                                                    | 1918年11月19日 | 同上           | 1919年8月14日  | 1919年12月19日、沿岸警備隊へ移管                                               |
| PE-31                                                                    | 同上           | 同上           | 同上           | 1923年5月18日、売却                                                            |
| PE-32                                                                    | 1918年11月30日 | 1919年3月15日  | 1919年9月4日   | 1947年3月3日、売却                                                             |
| PE-33                                                                    | 1918年12月14日 | 同上           | 同上           | 1930年6月11日、売却                                                            |
| PE-34                                                                    | 1919年1月8日   | 同上           | 1919年9月3日   | 1932年6月9日、売却                                                             |
| PE-35                                                                    | 1919年1月13日  | 1919年3月22日  | 1919年8月22日  | 1938年6月7日、売却                                                             |
| PE-36                                                                    | 1919年1月22日  | 同上           | 1919年8月20日  | 1936年2月27日、売却                                                            |
| PE-37                                                                    | 1919年1月27日  | 1919年3月25日  | 1919年9月30日  | 1930年6月11日、売却                                                            |
| PE-38                                                                    | 1919年1月30日  | 1919年3月29日  | 1919年7月30日  | 1947年3月3日、売却                                                             |
| PE-39                                                                    | 1919年2月3日   | 同上           | 1919年9月20日  | 1938年6月7日、売却                                                             |
| PE-40                                                                    | 1919年2月7日   | 1919年4月5日   | 1919年10月1日  | 1934年11月19日、訓練標的として海没                                             |
| PE-41                                                                    | 1919年2月20日  | 同上           | 1919年9月26日  | 1930年6月11日、売却                                                            |
| PE-42                                                                    | 1919年2月13日  | 1919年5月17日  | 1919年10月3日  | 同上                                                                           |
| PE-43                                                                    | 1919年2月17日  | 同上           | 1919年10月2日  | 1930年5月26日、売却                                                            |
| PE-44                                                                    | 1919年2月20日  | 1919年5月24日  | 1919年9月30日  | 1938年5月14日、解体                                                            |
| PE-45                                                                    | 同上           | 1919年5月17日  | 1919年10月2日  | 1930年6月11日、売却                                                            |
| PE-46                                                                    | 1919年2月24日  | 1919年5月24日  | 1919年10月3日  | 1936年12月10日、売却                                                           |
| PE-47                                                                    | 1919年3月3日   | 1919年6月19日  | 1919年10月4日  | 1935年12月30日、売却                                                           |
| PE-48                                                                    | 同上           | 1919年5月24日  | 1919年10月8日  | 1946年10月10日、売却                                                           |
| PE-49                                                                    | 1919年3月4日   | 1919年6月14日  | 1919年10月10日 | 1930年9月20日、売却                                                            |
| PE-50                                                                    | 1919年3月10日  | 1919年7月18日  | 1919年10月6日  | 1930年6月11日、売却                                                            |
| PE-51                                                                    | 同上           | 1919年5月14日  | 1919年10月2日  | 1938年8月29日、売却                                                            |
| PE-52                                                                    | 同上           | 1919年7月9日   | 1919年10月10日 | 同上                                                                           |
| PE-53                                                                    | 1919年3月17日  | 1919年8月13日  | 1919年10月20日 | 1938年8月26日、売却                                                            |
| PE-54                                                                    | 同上           | 1919年7月17日  | 1919年10月10日 | 1930年5月26日、売却                                                            |
| PE-55                                                                    | 同上           | 1919年7月22日  | 同上           | 1947年3月3日、売却                                                             |
| PE-56                                                                    | 1919年3月25日  | 1919年8月15日  | 1919年10月26日 | 1945年4月23日、メイン州ポートランド沖にてドイツ潜水艦「U-853」の魚雷により戦没 |
| PE-57                                                                    | 同上           | 1919年7月29日  | 1919年10月15日 | 1947年3月5日、売却                                                             |
| PE-58                                                                    | 同上           | 1919年8月2日   | 1919年10月20日 | 1940年6月30日、解体                                                            |
| PE-59                                                                    | 1919年3月31日  | 1919年8月12日  | 1919年10月19日 | 1938年8月29日、売却                                                            |
| PE-60                                                                    | 同上           | 1919年8月13日  | 1919年10月27日 | 同上                                                                           |
| 注：名称が太字で表記された艇は第二次世界大戦時まで現役で使用されていた。 |                |                |                |                                                                                |

PE-61から112の発注は、1918年11月30日にキャンセルされた。この計画では、PE-5・15・25・45・65・75・86・95・105および112がイタリア海軍へ提供される予定だったが、これもキャンセルされた。

### ギャラリー

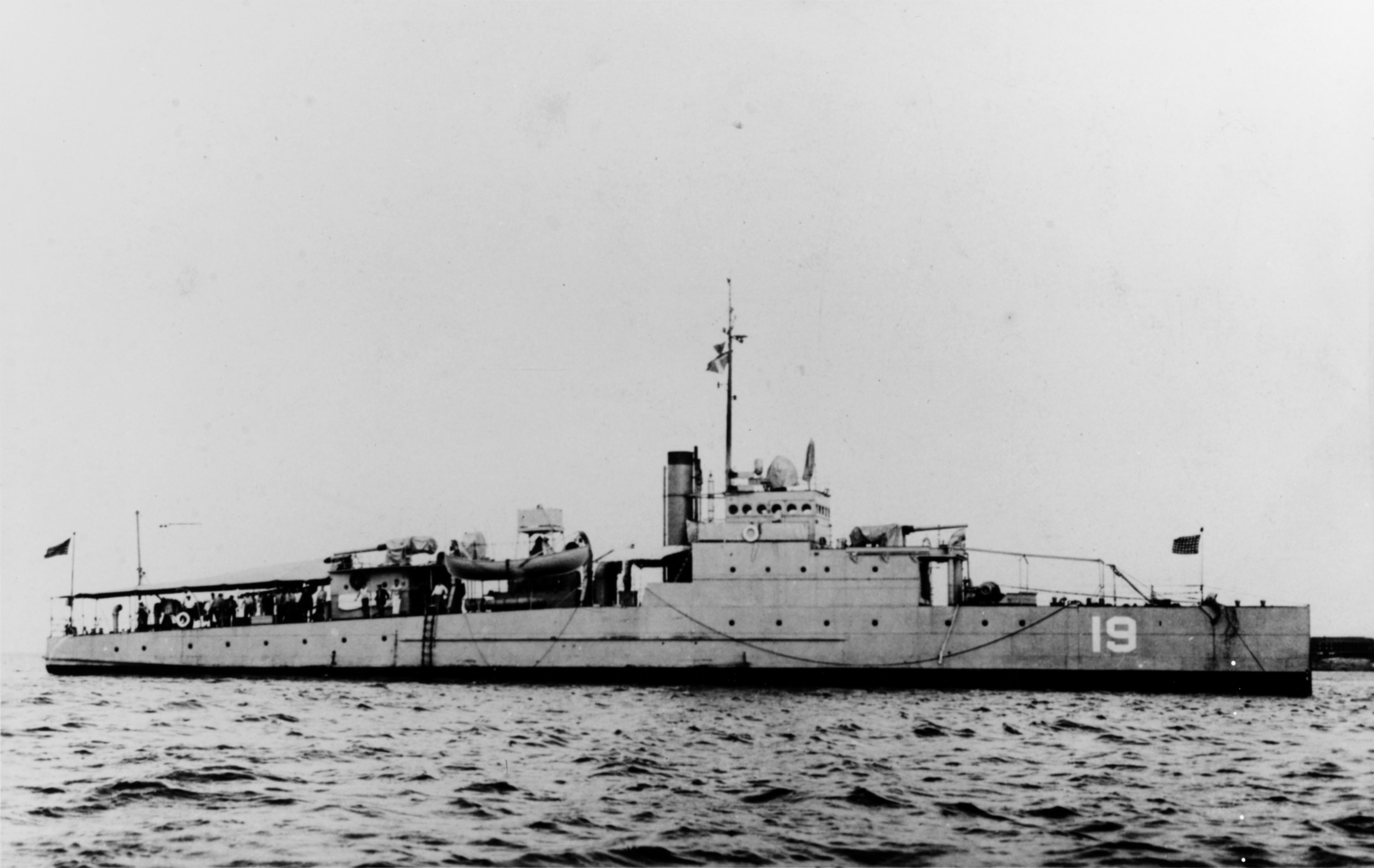
PE-19
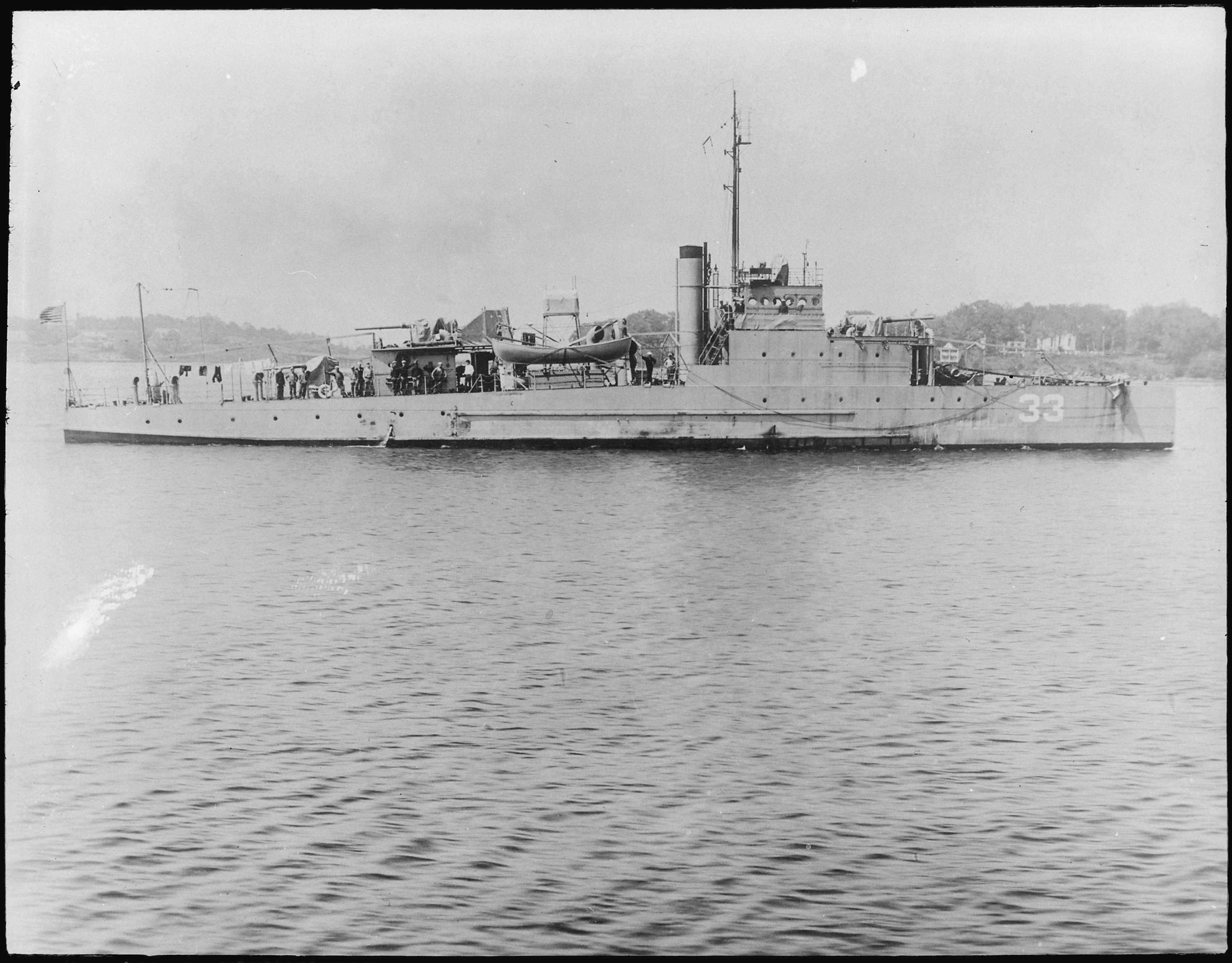
PE-33
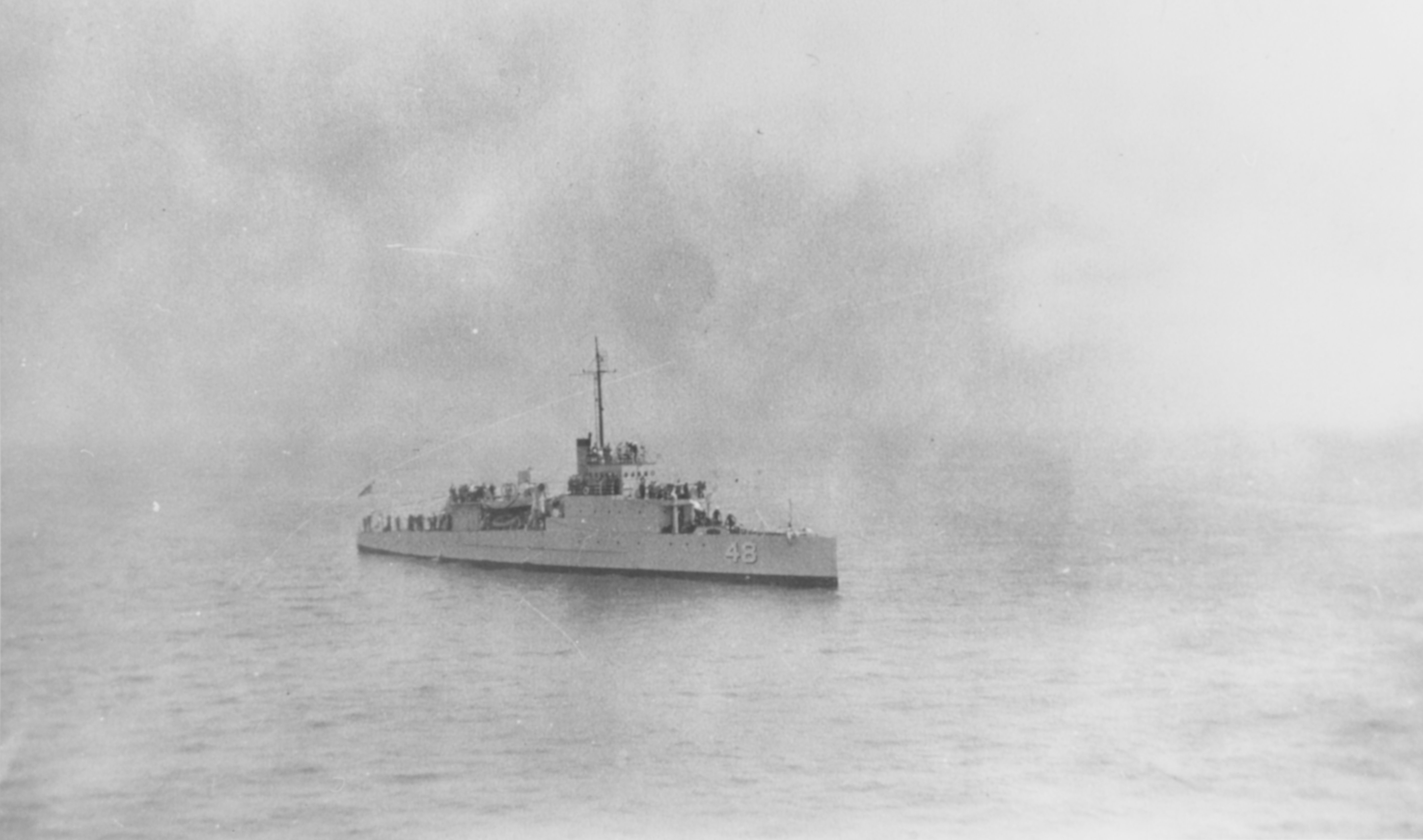
PE-48
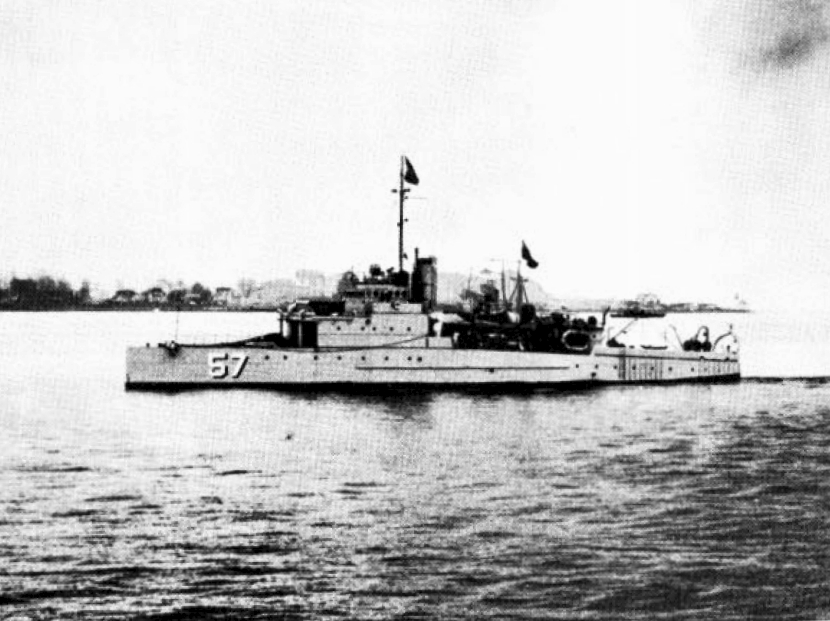
PE-57
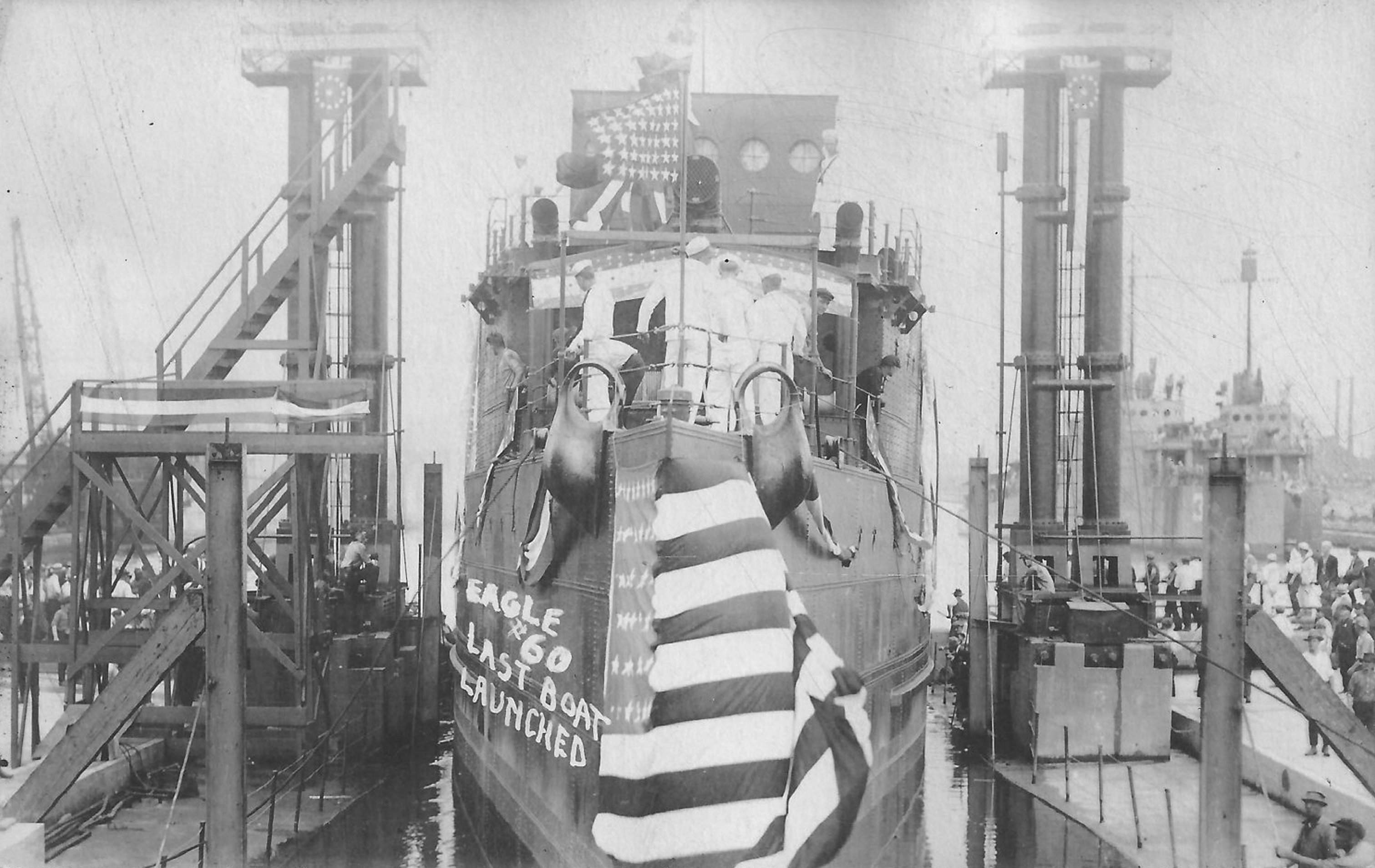
PE-60